# Тигнис
Тигнис (арм. Տիգնիս) — средневековая армянская крепость в провинции Айрарат (Западная Армения, ныне территория Турции).

## Общие сведения
Крепость находилась в гаваре Ширак провинции Айрарат Великой Армении. Известен с дохристианской эпохи. В IX веке был перестроен Багратидами с целью защиты города Ширакаван. С высоты Тигниса видны Ширакская котловина, Ширакаван, Аргини и другуе места. Высокие стены из полированного камня квадратной крепости состояли из восьми мощных башен. Стены возвышаются на основе фундамента из огромных «циклопичных» камней.

## Текущее состояние
В 1940-е годы крепость была преобразована в базу вооружённых сил Турции. В конце 1940-х база была передислоцирована, а крепость взорвана динамитом. Руины двух стен сейчас возвышаются на холме над селом Калканкале (прежнее название — Тигнис) восточнее райцентра Акьяка, который находится на месте одной из столиц Армении — городе Ширакаван.